# Joseph Hume
Joseph Hume (22 janvier 1777 - 20 février 1855), membre de la Royal Society, est un médecin et homme politique écossais, né à Montrose dans la région d'Angus.

## Carrière médicale
Joseph Hume étudie la médecine à l'université d'Édimbourg. Il déménage en Inde en 1797, où il occupe le poste de chirurgien pour un régiment de l'armée. Il est également interprète et intendant-général en raison de sa connaissance des langues indiennes. Grâce à ses connaissances en chimie, il peut sauver la poudre à canon humide dont l'administration avait besoin à la veille de la deuxième guerre anglo-marathe de Gerard Lake. En 1808, il démissionne et rentre en Angleterre avec une fortune de 40 000 £. Entre 1808 et 1811, il voyage en Angleterre et en Europe. En 1812, publie une traduction en vers « blanc » c'est-à-dire non rimés de la première partie de la Divine Comédie de Dante.

## Carrière politique

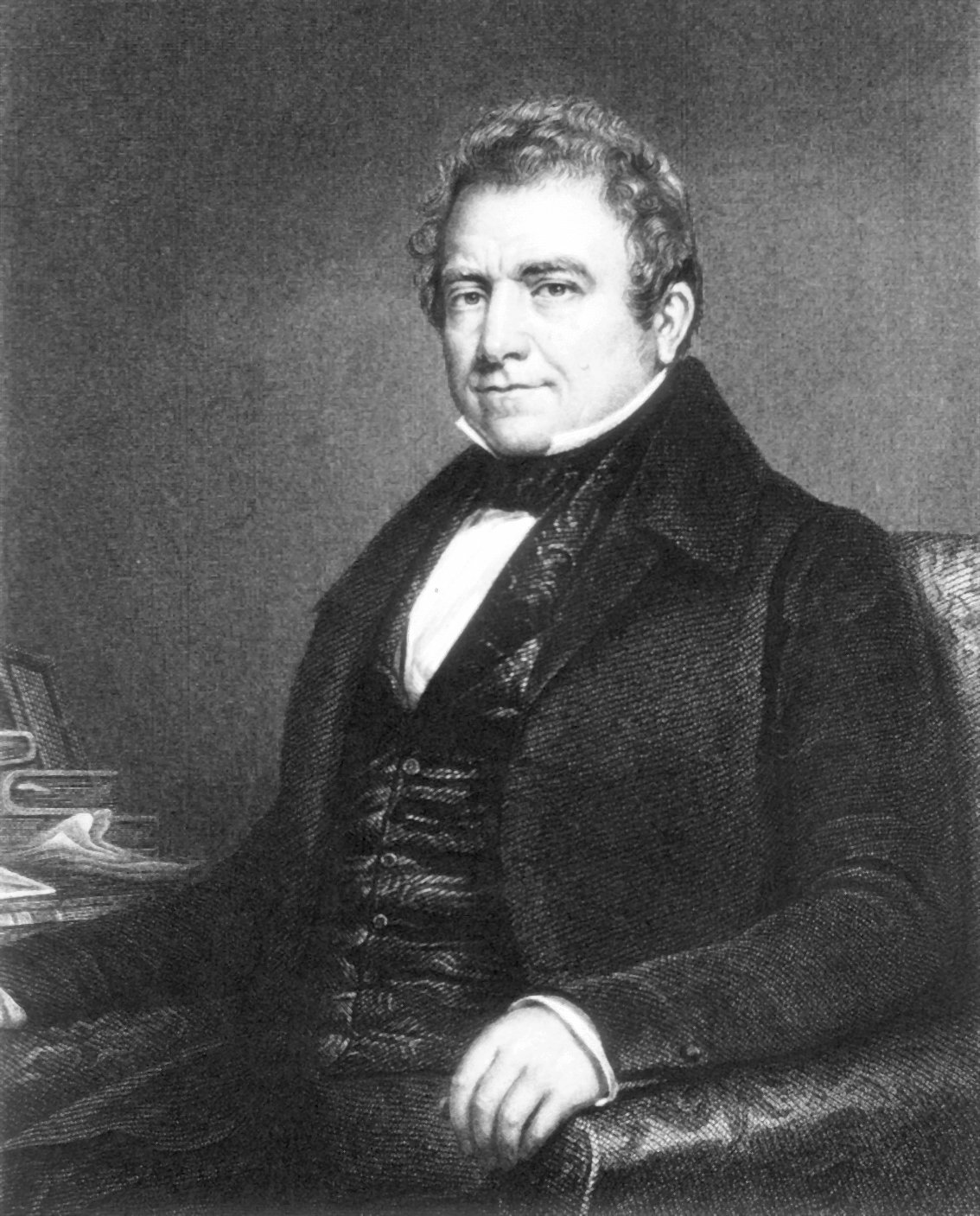
Portrait de Joseph Hume, d'auteur inconnu.

En 1812, il achète un siège au parlement à Weymouth comme tory, dans le comté de Dorset en Angleterre. À la suite de la dissolution du parlement, le sponsor refuse de rembourser le paiement de Hume qui lance une action en justice pour le récupérer. Six ans plus tard, Hume revient au parlement, faisant connaissance avec James Mill et les philosophes réformistes de l'école de Jeremy Bentham. Il se joint au réformateur Francis Place et à d'autres philanthropes pour améliorer la condition de la classe ouvrière. En particulier, il travaille à l'établissement d'écoles selon le système Lancaster qui utilise les élèves plus âgés pour enseigner aux plus jeunes, et à la création de banques d'épargne. 
En 1818, peu après son mariage avec Miss Burnley, fille du directeur de la Compagnie anglaise des Indes orientales, il est réélu comme représentant d'une circonscription écossaise incluant sa ville natale de Montrose, Aberdeen, Inverbervie et Arbroath. Il est ensuite élu pour la circonscription anglaise de Middlesex en 1830, puis la circonscription irlandaise de Kilkenny en 1837, et enfin la circonscription écossaise de Montrose en 1842. Il meurt lorsqu'il est représentant de cette dernière circonscription.

## Campagnes politiques

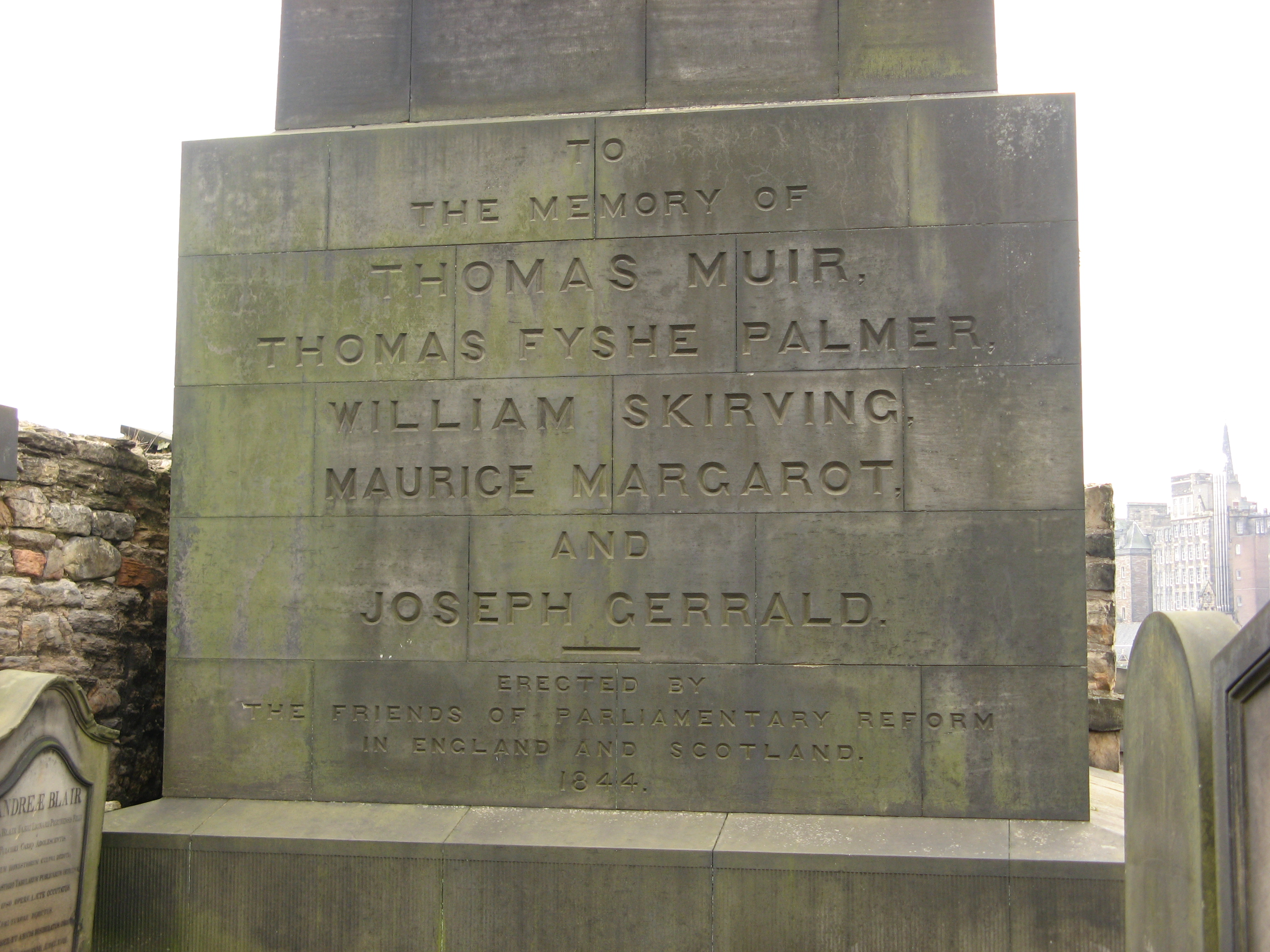
Monument aux martyrs politiques écossais, érigé à Édimbourg.

À partir de son retour au parlement, Hume s'auto-déclare gardien des finances publiques, en mettant à l'épreuve et en amenant à un vote direct chacune des décisions liées aux dépenses publiques. En 1820, il s'assure de la nomination d'un comité rendant des rapports sur les dépenses liées à la collection des impôts. Homme très actif, il devient connu comme quelqu'un qui ne laisse aucun répit aux ministres des finances. Il exerce un contrôle pour éviter les dépenses folles, et aide à l'abolition du fonds d'amortissement. Il est aussi celui responsable de l'ajout du terme « réduction », dans le sens d'une politique d'économies, ajouté au programme « paix et réforme » des radicaux. Il mène avec succès une lutte contre les anciennes lois sur les associations qui entravent les travailleurs et favorisent les maîtres. Il entraîne l'abrogation des lois prohibant l'export des machines ainsi que de l'acte empêchant les travailleurs d'aller à l'étranger. Il proteste constamment contre le supplice du fouet dans l'armée, la conscription des marins, et l'emprisonnement pour dettes. 

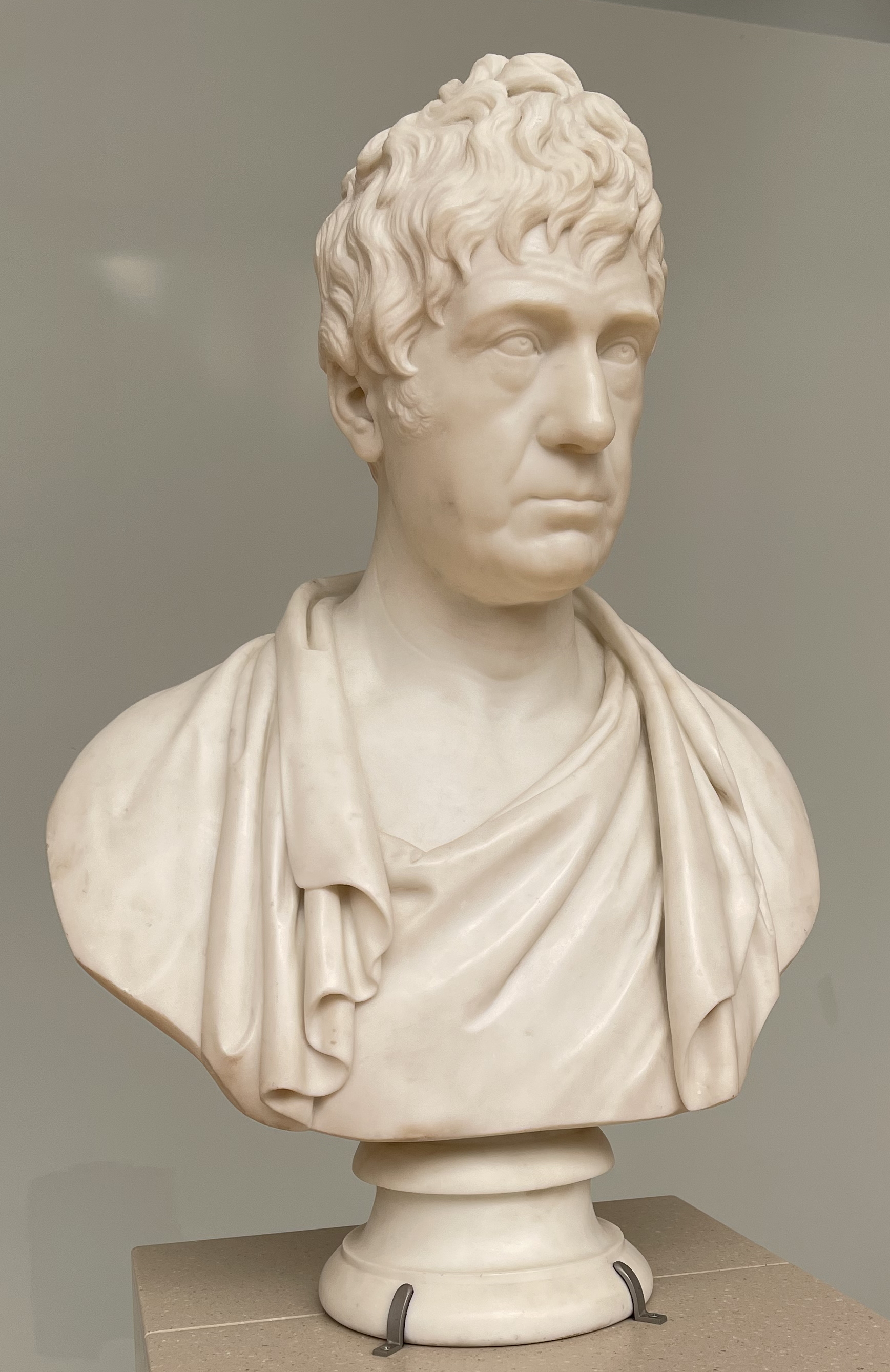
Buste par Alexander Handyside Ritchie (1830). Musée national d'Écosse, Édimbourg, Royaume-Uni.

Il se fait remarquer dans l'agitation causé par ce qui est appelé le « complot d'Orange » pour déposer Guillaume IV du Royaume-Uni en faveur de Ernest-Auguste Ier de Hanovre. Sa participation comme fidéicommissaire dans le fameux prêt grec de 1824 est le motif de poursuites pour malhonnêteté flagrante.
En 1837, il lance l'idée d'un monument aux martyrs politiques écossais. Le monument est construit selon la forme d'un obélisque de 90 pieds de haut, en blocs de grès gris/noir. Les noms de cinq hommes y sont inscrits : Thomas Muir, Joseph Gerrald, Thomas Fyshe Palmer, William Skirving et Maurice Margarot. Le 21 août 1884, 3 000 hommes se rassemblent pour voir la pose de la première pierre par Hume, au vieux cimetière de Calton à Édimbourg. En février 1852, un second monument aux martyrs politiques écossais, encore lancé par Hume, est dévoilé au cimetière de Nunhead à Londres.

## Héritage
Une biographie de Hume est publiée par son fils Joseph Burnley Hume (Londres 1855). Un autre fils, Allan Octavian Hume, ornithologue renommé, s'engage aussi dans le service civil indien et est impliqué dans la politique durant sa carrière, particulièrement dans l'intérêt de l'Inde. Il organise le premier rassemblement du Parti du Congrès, qui domine une grande partie de la vie politique en Inde depuis 1947. D'après History of the Silver Coinage of England (« Histoire de la frappe de la monnaie en argent en Angleterre ») de Hawkins, une pièce nommée groat serait connue sous le terme de « Joey », « d'après Joseph Hume, qui recommanda fortement la frappe dans le but de payer de petits tickets pour les taxis, etc. ».